# Antonio de Villegas

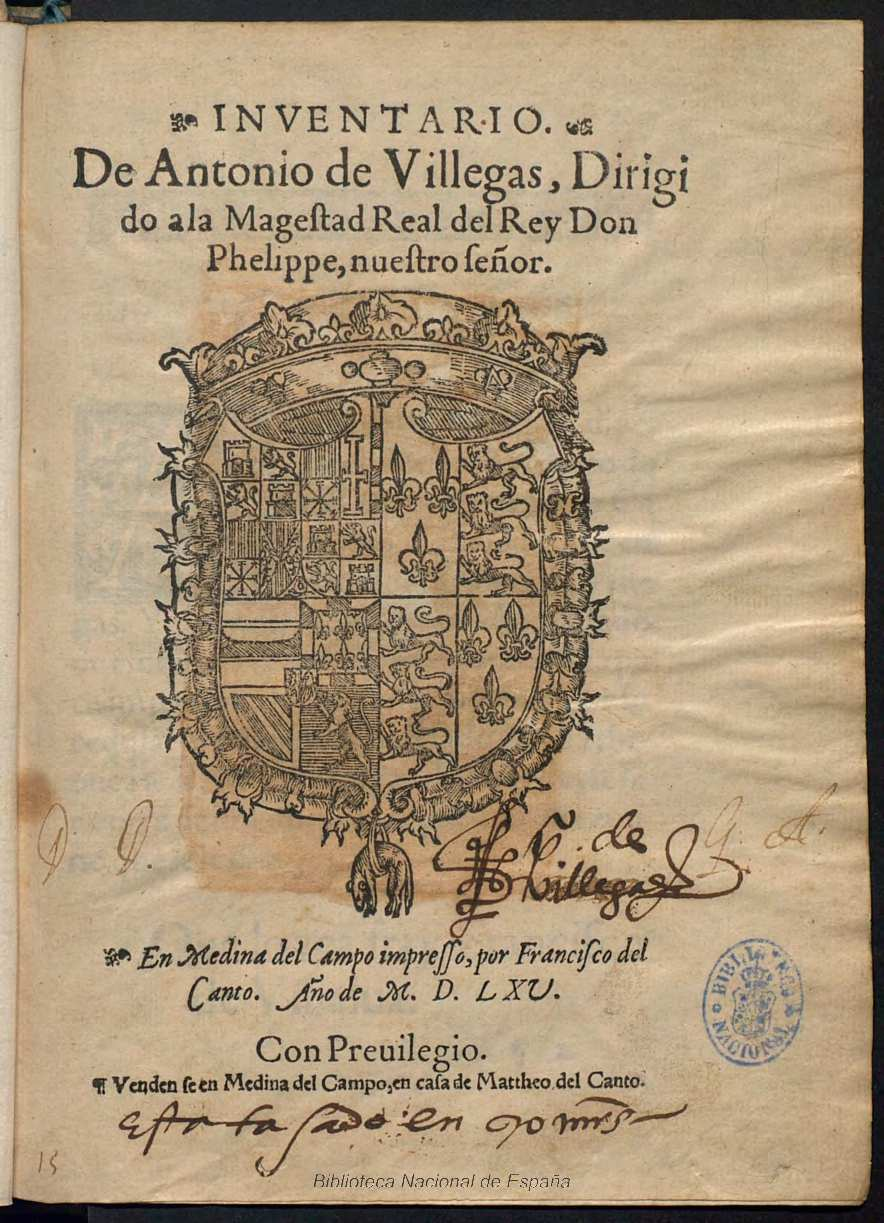
Inventario de Antonio de Villegas, publicado en 1565.

Antonio de Villegas (Medina del Campo [Valladolid, España], * c. 1522 - † c. 1578), escritor español. 
Es autor de obras en verso y en prosa, reunidas en una miscelánea, Inventario (1565), que incluye la Historia del Abencerraje y la hermosa Jarifa, primera novela morisca, escrita en 1551, ya que la aprobación es de ese año. La novela cuenta cómo este musulmán, prisionero del cristiano Rodrigo de Narváez, recupera su libertad, por cumplir su palabra de volver a prisión, una vez celebradas sus bodas con Jarifa. Sin embargo, gran parte de la crítica moderna ha descartado a Villegas como autor.
El éxito y brevedad de la obra hizo que se incluyese, desde 1561, tras el cuarto libro de la Diana de Jorge de Montemayor. Lope de Vega compuso sobre el tema su comedia El remedio en la desdicha; Juan de Timoneda, Sebastián de Covarrubias y Miguel de Cervantes alabaron esta obra. El Inventario fue reeditado con los añadidos siguientes en 1577: Ausencia y soledad de amor, novelita sentimental o pastoril en verso y prosa, y diversos poemas (canciones, coplas, Historia de Píramo, Contienda de Áyax). Recientemente se ha descubierto la invectiva de Damasio de Frías contra Antonio de Villegas y su Inventario.